# 점적 관개
점적 관개(drip irrigation) 또는 방울물주기(trickle irrigation)는 토양 표면 위에서 또는 표면 아래에 묻혀 있는 식물의 뿌리까지 물을 천천히 떨어뜨려 물과 영양분을 절약할 수 있는 일종의 미세 관개 시스템이다. 목표는 물을 뿌리 부분에 직접 배치하고 증발을 최소화하는 것이다. 점적 관개 시스템은 밸브, 파이프, 튜빙 및 방출기 네트워크를 통해 물을 분배한다. 점적 관개 시스템은 얼마나 잘 설계, 설치, 유지 관리 및 작동되는지에 따라 표면 관개 또는 스프링클러 관개와 같은 다른 유형의 관개 시스템보다 더 효율적일 수 있다.

## 중요성
현대 점적 관개는 1930년대 표면 관개에 대한 최초의 실용적인 대안을 제시한 임팩트 스프링클러가 발명된 이후 농업 분야에서 세계에서 가장 가치 있는 혁신이 되었다.

## 글로벌 도달 범위 및 시장 리더
2012년 기준 중국과 인도는 점적 관개 또는 기타 미세 관개 분야에서 가장 빠르게 성장하는 국가였으며 전 세계적으로 천만 헥타르가 넘는 지역에서 이러한 기술을 사용했다. 하지만 이는 전 세계 관개 면적의 4% 미만에 해당한다. 그해 이스라엘의 네타핌(Netafim)은 글로벌 시장 리더(2018년에도 이 위치 유지)였으며, 인도의 제인 이리게이션(Jain Irrigation)은 두 번째로 큰 미세 관개 회사였다. 2017년 리불리스(Rivulis)는 유로드립(Eurodrip)을 인수하여 세계에서 두 번째로 큰 관개 시스템 제조업체가 되었다.

## 같이 보기
- 염류토양
- 양이온 교환 용량
- 토양 pH